# Bispebo (naturreservat)
Bispebo är ett naturreservat väster om bebyggelsen Bispebo i Västerås kommun i Västmanlands län.
Området är naturskyddat sedan 2003 och är 59 hektar stort. Reservatet består av granskog i olika åldrar och lövskog i de fuktigare delarna.